# DeSoto Firedome
La Firedome è un'autovettura full-size prodotta dalla DeSoto dal 1952 al 1959. Dal 1952 al 1954 fece parte dell'alta gamma della DeSoto, mentre dal 1955 al 1956 venne retrocessa nel ruolo di modello più economico del marchio. Dal 1957 al 1959 la Firedome fu invece collocata in una posizione intermedia della gamma DeSoto. La Firedome aveva il motore montato anteriormente e la trazione posteriore.

## La prima serie: 1952–1954
La Firedome è stata introdotta nel 1952 per il model year 1953 in occasione del 25º anniversario della fondazione della DeSoto e venne collocata al top della gamma. Il modello sostituì quindi, in questo ruolo, la Custom, che infatti fu ritirata alla fine del model year 1952. Nell'occasione, l'intera gamma DeSoto venne rivista.

La Firedome era offerta in versione berlina quattro porte, coupé due porte, familiare quattro porte, cabriolet due porte. Tra le opzioni, era offerta l'autoradio. La Firedome aveva installato un motore a V8 da 4,5 L di cilindrata che erogava 160 CV di potenza e che permetteva al modello di raggiungere una velocità massima di 160 km/h. L'accelerazione da 0 a 97 km/h era invece di 15,5 secondi. La Firedome fu il primo modello DeSoto, dal 1931, a montare un motore a otto cilindri. 

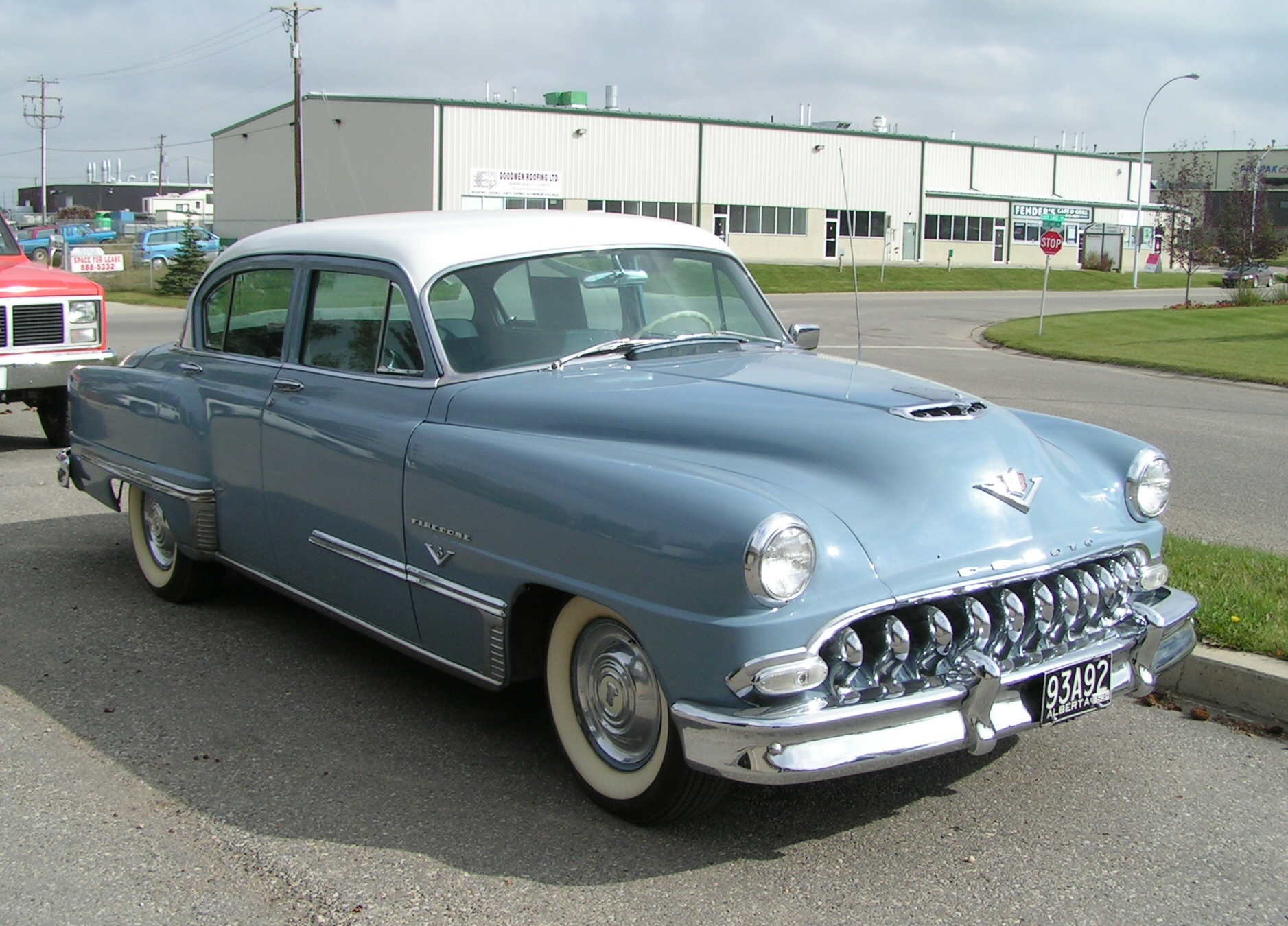
DeSoto Firedome del 1953
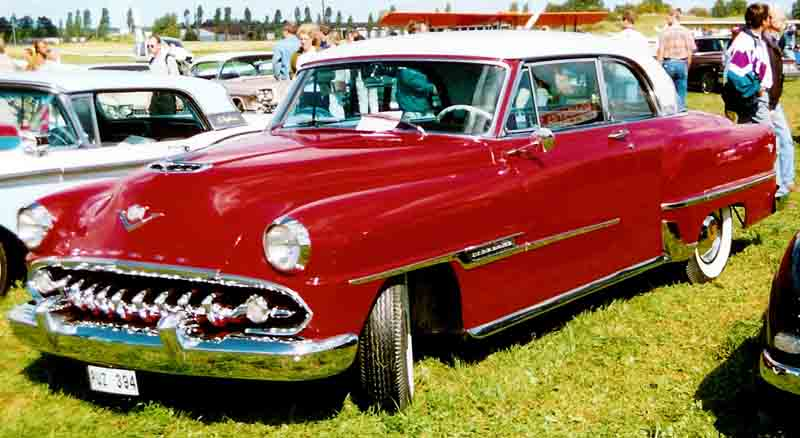
DeSoto Firedome coupé del 1954

## La seconda serie: 1955–1956
Nel 1955 il gruppo Chrysler eliminò dalla gamma la Powermaster. Nell'occasione venne però aggiunta la Fireflite che prese il posto, nell'offerta DeSoto, della Firedome. Quest'ultima, quindi, venne retrocessa a modello più economico del marchio. La Firedome era dotata di un motore V8 da 4,8 L (la cilindrata venne aumentata grazie all'allungamento dell'alesaggio). Il cambio poteva invece essere manuale a tre rapporti o automatico a due marce. 

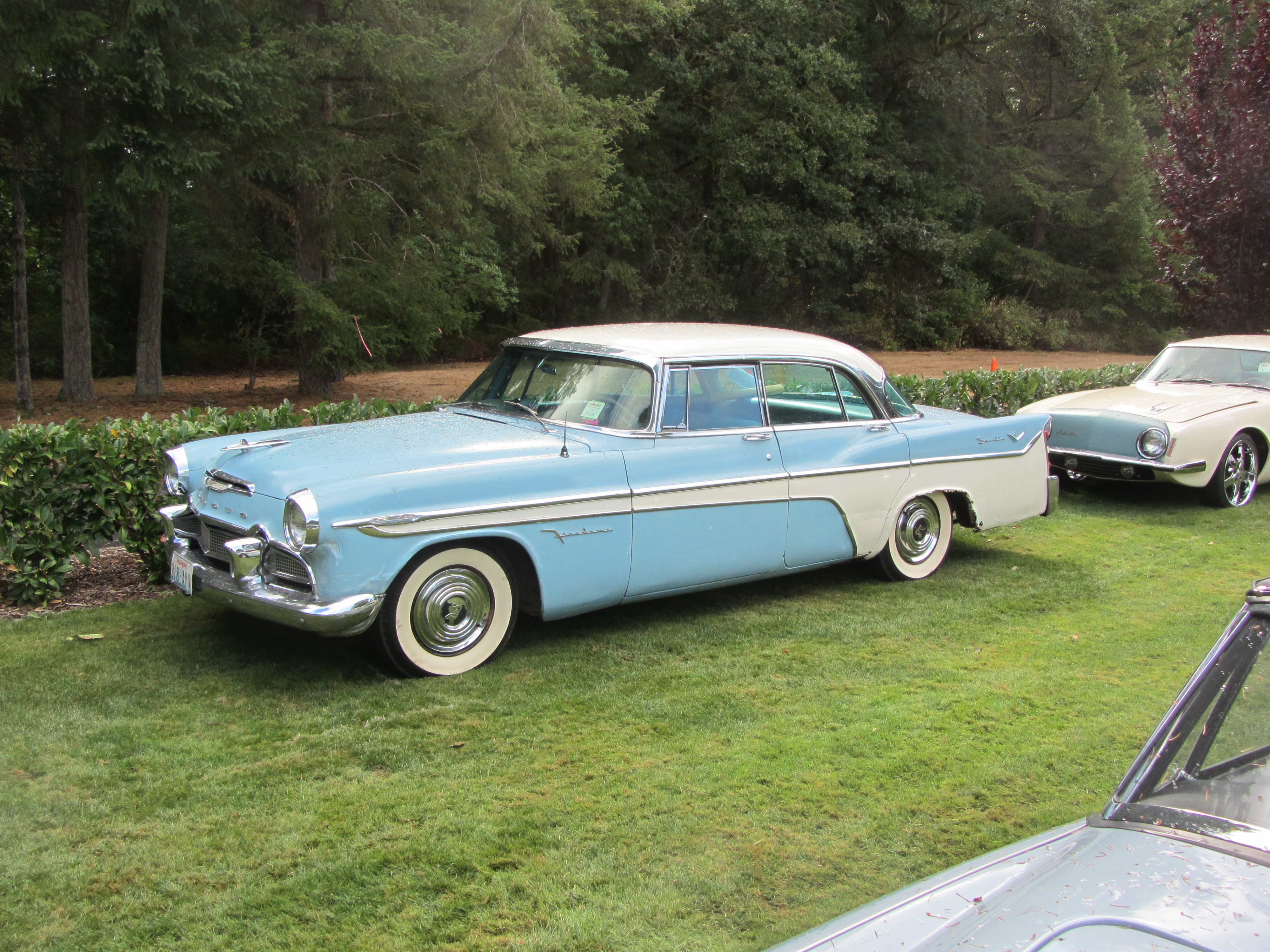
DeSoto Firedome del 1956
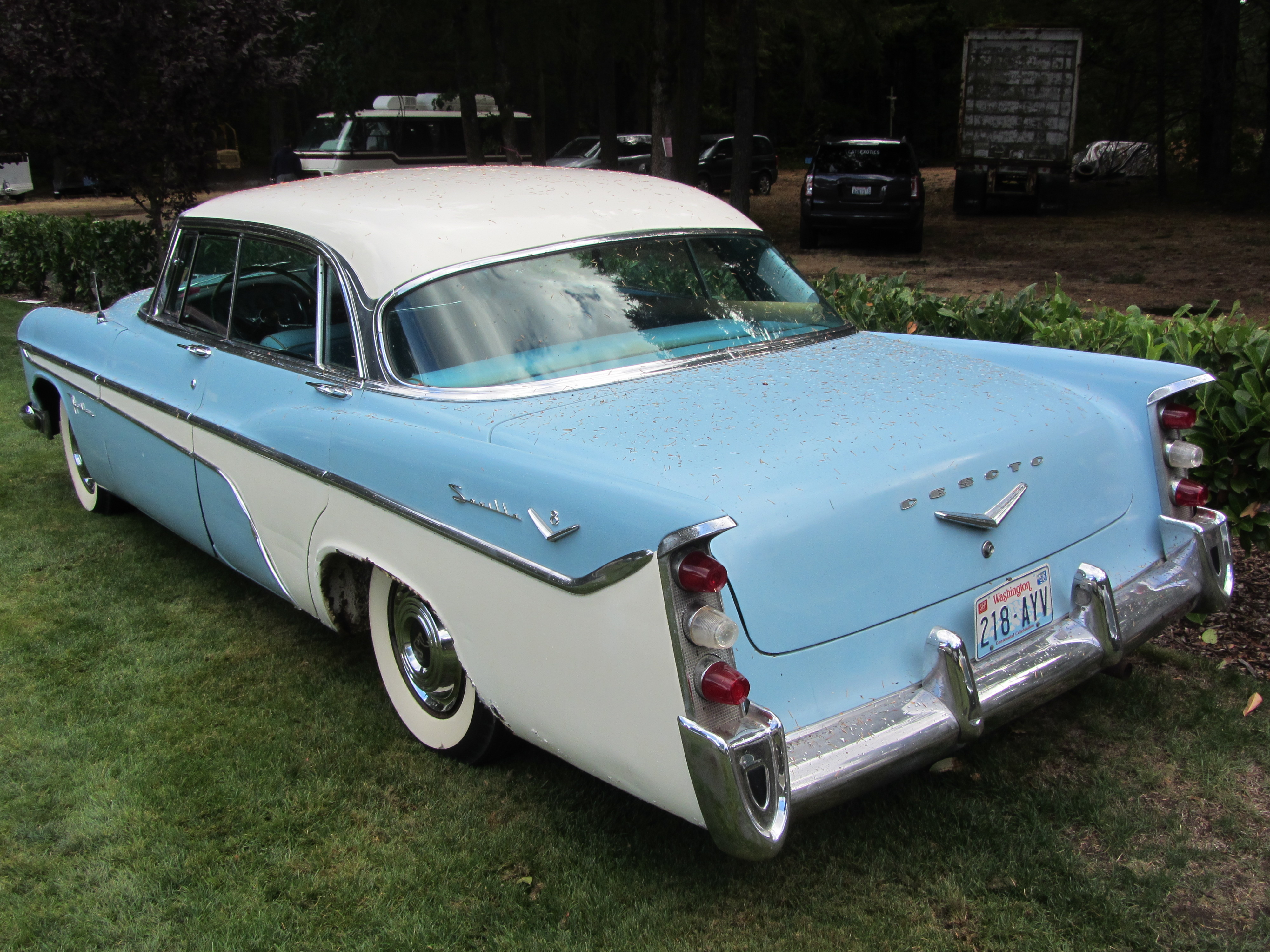
Vista posteriore

## La terza serie: 1957–1959
Nel 1957, dopo il lancio della Firesweep, la Firedome venne promossa a modello medio della gamma DeSoto. La Firedome ora montava un motore V8 da 5,9 L. Ora, grazie al nuovo propulsore, l'accelerazione da 0 a 97 km/h era inferiore agli 8 secondi, e la velocità massima toccava i 185 km/h.

Comunque, nel 1958 le vendite della DeSoto scesero del 60% rispetto all'anno precedente. Ciò era dovuto alla recessione economica in atto in quegli anni e anche ai problemi che erano stati riscontrati sui modelli DeSoto dell'anno precedente. Per attrarre nuovi clienti, la DeSoto offrì la Firedome in ben 26 colori differenti. Nonostante questo, alla fine del 1959 il gruppo Chrysler faceva sempre più fatica a trovare nuovi acquirenti per i modelli DeSoto. Ciò era principalmente collegato al fatto che, già da tempo, circolavano voci sulla possibile soppressione del marchio. Il gruppo Chrysler decise quindi di togliere dai mercati la Firedome nel 1959 e poi di sopprimere il marchio DeSoto nel 1961. 

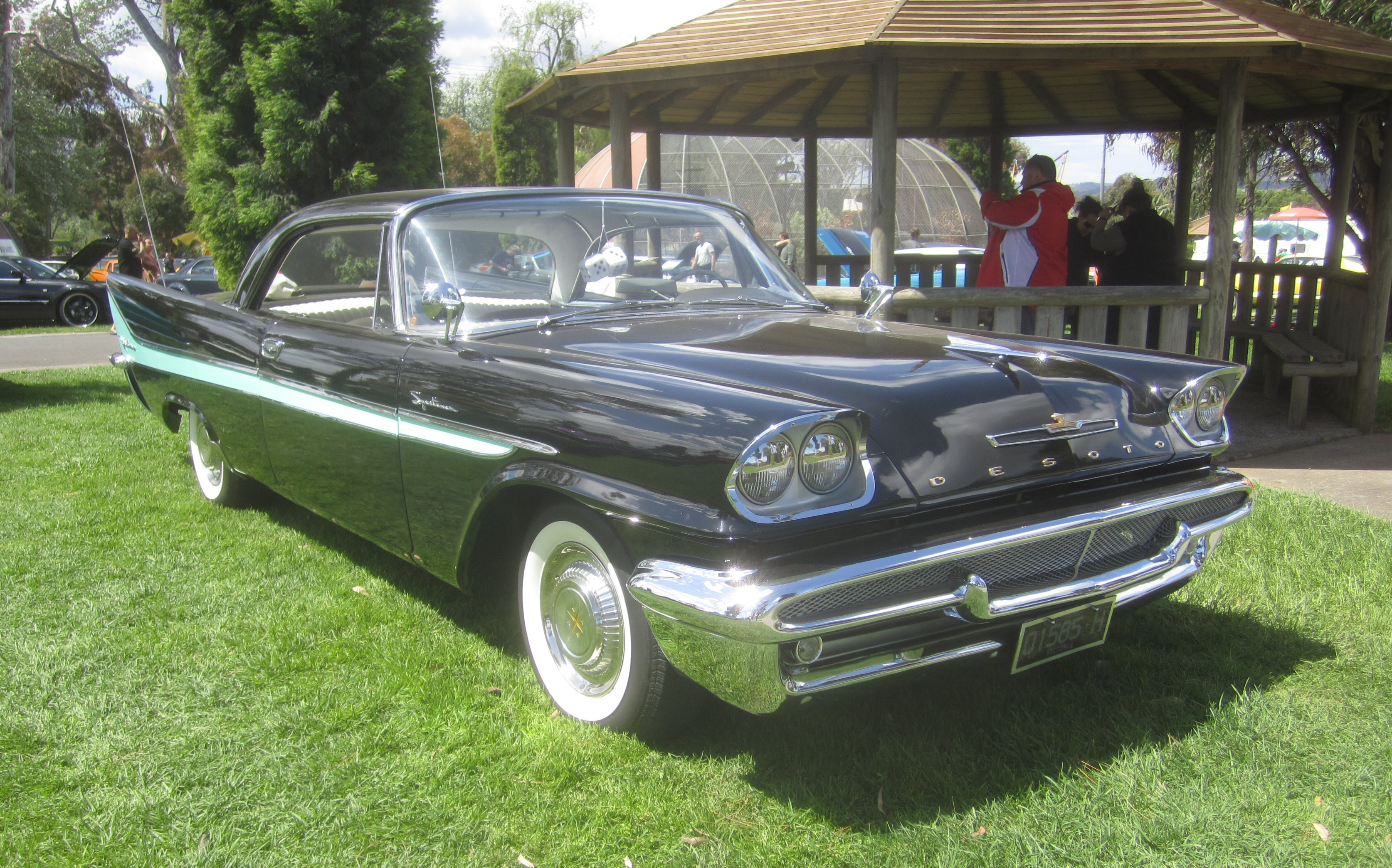
DeSoto Firedome coupé del 1958
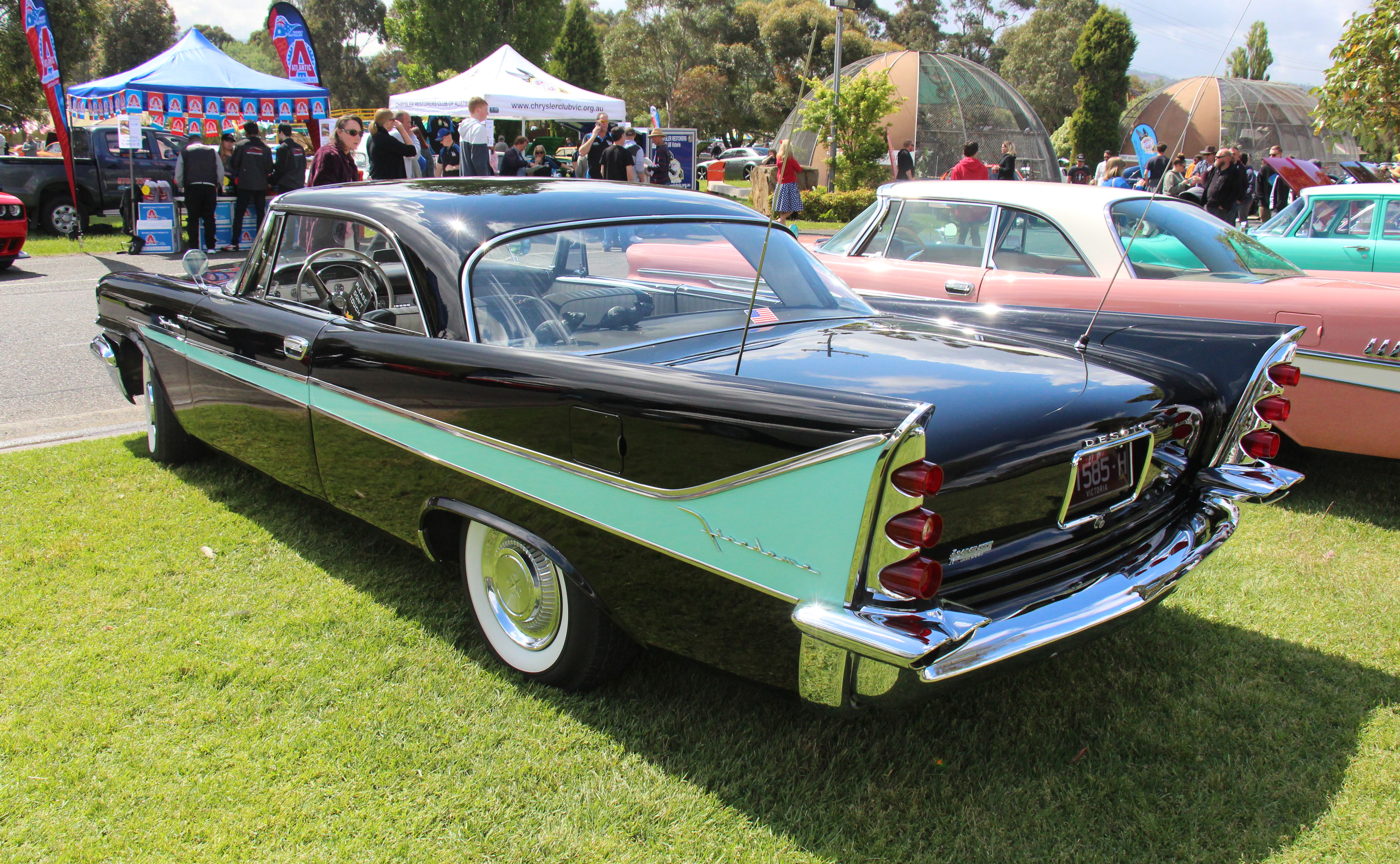
Vista posteriore
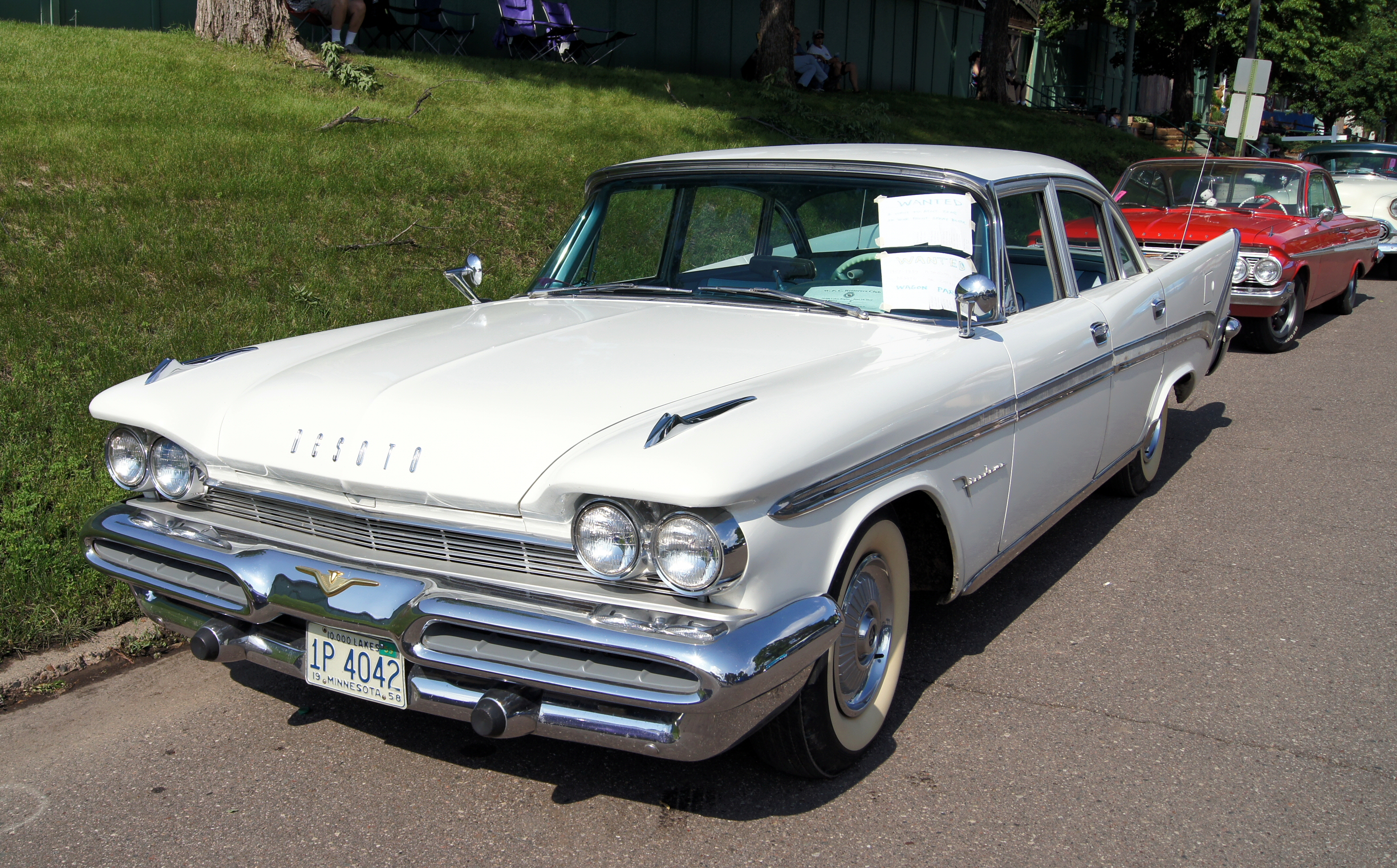
DeSoto Firedome del 1959
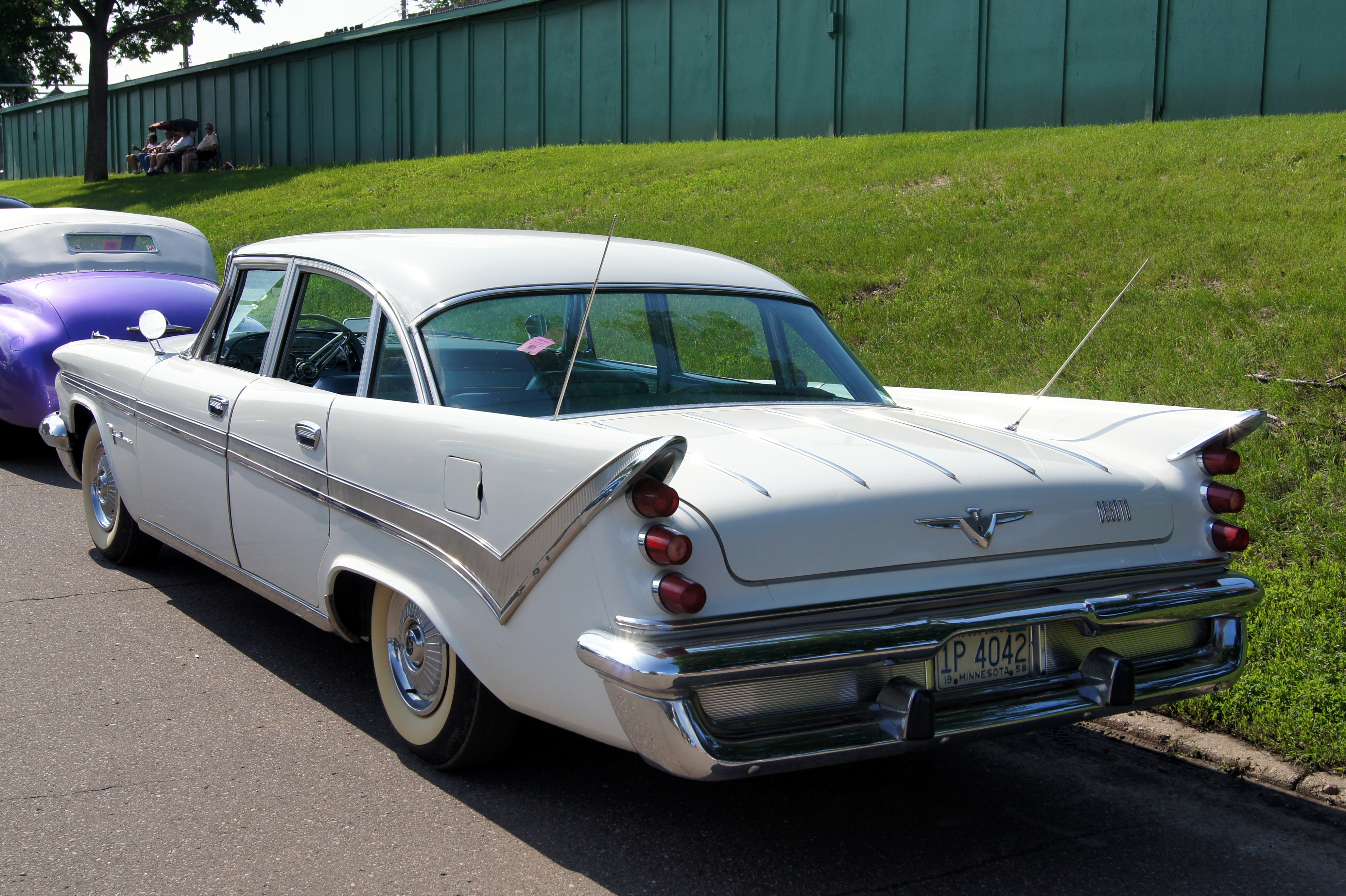
Vista posteriore